# Дімітріс Ніколау
Дімітріс Ніколау (грец. Δημήτρης Νικολάου, нар. 13 серпня 1998, Халкіда) — грецький футболіст, захисник клубу «Спеція».

## Клубна кар'єра
Народився 13 серпня 1998 року в місті Халкіда. Вихованець футбольної школи клубу «Олімпіакос». Тренуватися з головною командою розпочав у сезоні 2016/17. 29 січня 2017 року дебютував у грецькому чемпіонаті у поєдинку проти «Верії», вийшовши у стартовому складі і провівши на полі весь матч. Всього в дебютному сезоні провів 2 зустрічі.

## Виступи за збірні
2013 року дебютував у складі юнацької збірної Греції, взяв участь у 28 іграх на юнацькому рівні, відзначившись одним забитим голом.
З 2017 року став залучатись до складу молодіжної збірної Греції. На молодіжному рівні зіграв у 5 офіційних матчах.

## Статистика виступів

### Статистика клубних виступів
| Сезон                  | Команда                | Чемпіонат              | Чемпіонат | Чемпіонат | Національний кубок | Національний кубок | Національний кубок | Континентальні кубки | Континентальні кубки | Континентальні кубки | Інші змагання | Інші змагання | Інші змагання | Усього | Усього |
| Сезон                  | Команда                | Ліга                   | Ігор      | Голів     | Ліга               | Ігор               | Голів              | Ліга                 | Ігор                 | Голів                | Ліга          | Ігор          | Голів         | Ігор   | Голів  |
| ---------------------- | ---------------------- | ---------------------- | --------- | --------- | ------------------ | ------------------ | ------------------ | -------------------- | -------------------- | -------------------- | ------------- | ------------- | ------------- | ------ | ------ |
| 2016–17                | «Олімпіакос»           | СЛ                     | 2         | 0         | КГ                 | 4                  | 1                  | ЛЄ                   | 0                    | 0                    | -             | -             | -             | 6      | 1      |
| 2017–18                | «Олімпіакос»           | СЛ                     | 4         | 0         | КГ                 | 2                  | 0                  | ЛЧ                   | 2                    | 1                    | -             | -             | -             | 8      | 1      |
| Усього за «Олімпіакос» | Усього за «Олімпіакос» | Усього за «Олімпіакос» | 6         | 0         |                    | 6                  | 1                  |                      | 2                    | 1                    |               | -             | -             | 14     | 2      |
| Усього за кар'єру      | Усього за кар'єру      | Усього за кар'єру      | 6         | 0         |                    | 6                  | 1                  |                      | 2                    | 1                    |               | -             | -             | 14     | 2      |

## Титули і досягнення
- Чемпіон Греції (1):

«Олімпіакос»: 2016–17